# República de indios (Derecho indiano)

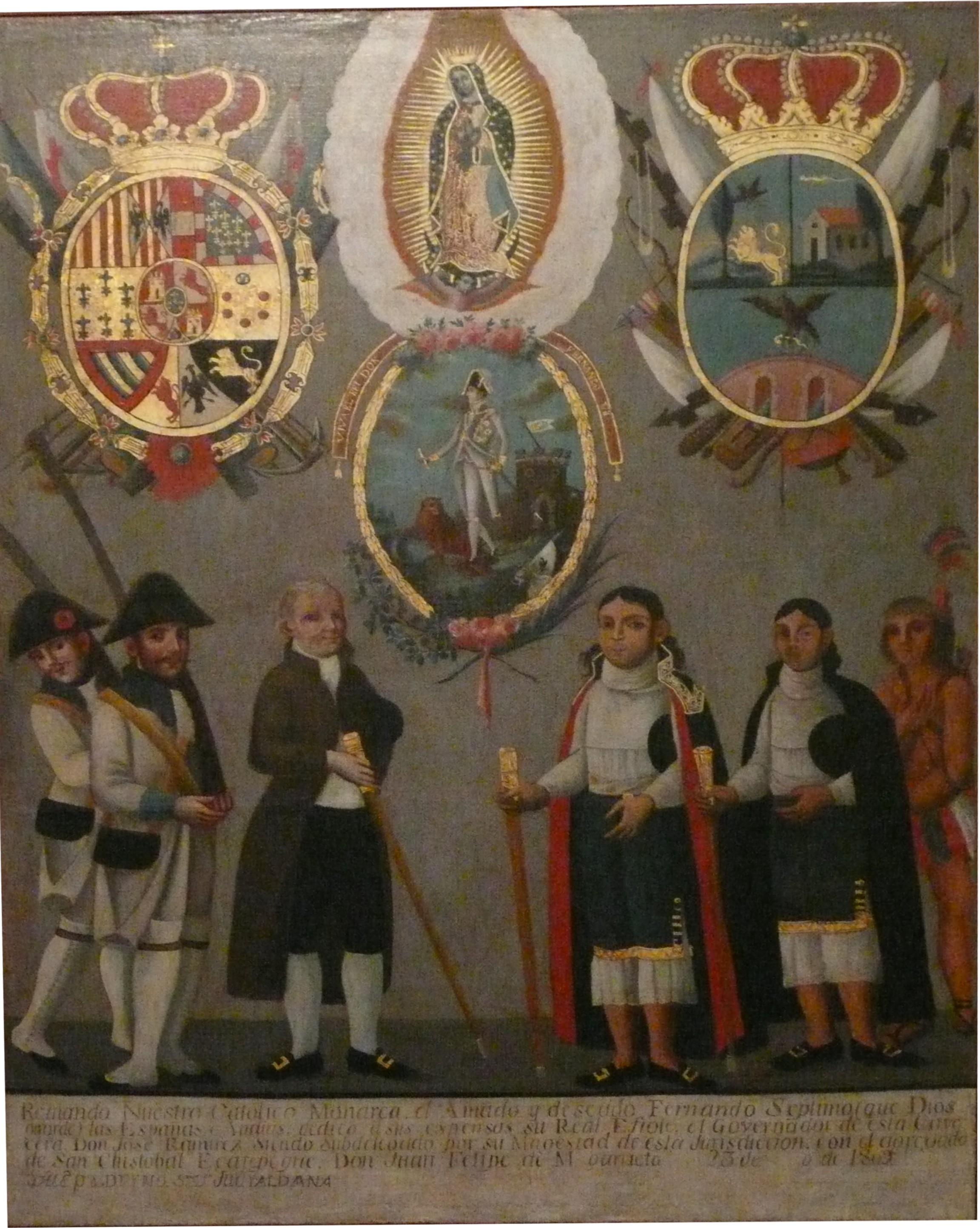
Representación de las dos repúblicas, de españoles a la izquierda y de indios a la derecha, alegorías a su vez de España y América. Ambos están unidos bajo la advocación de la Virgen de Guadalupe y de la efigie de Fernando VII. También aparecen los escudos de los Borbones y de la Real Ciudad de México. Cuadro de Patricio Zuares, 1809. Museo del Virreinato, Ciudad de México.

Las repúblicas de indios en las Indias se establecieron en zonas densamente pobladas por indígenas, quienes recibían tierras, vivienda y en tales núcleos urbanos debían construirse iglesias para su conversión a la religión católica. En los pueblos de indios generalmente no residían españoles, negros, mestizos o mulatos (Aunque había excepciones como la realidad en la ciudad de Cajamarca), y se permitían las leyes y costumbres nativas siempre que no contraviniesen la religión cristiana ni las leyes del Estado.
Entre las competencias cedidas a estas "repúblicas" estaban la administración de los bienes comunales, recaudación de tributos, seguridad ciudadana, regulación de la actividad comercial, etc.
Dentro de las grandes reformas que Francisco de Toledo aplicó en la década de 1570, se encontraba la división de la sociedad en dos repúblicas conformadas por los dos grupos poblacionales más importantes: los indios y los españoles.
Hay que entender república aquí en su sentido clásico, como sociedad política dotada de los medios necesarios para gobernarse. Como definía Cicerón: “república es cosa del pueblo; pueblo no es toda reunión de hombres congregados de cualquiera manera, sino sociedad formada bajo la garantía de las leyes y con objeto de utilidad común”. O como definirá Francisco de Vitoria: "república o comunidad perfecta aquella que es por sí misma todo, o sea, que no es parte de otra república, sino que tiene leyes propias, consejo propio, magistrados propios, como son los reinos de Castilla y el de Aragón, el principado de Venecia y otros semejantes. Y no es ningún inconveniente que haya muchos principados y repúblicas perfectos bajo un mismo príncipe”.
Las razones para segregar los territorios americanos en dos repúblicas, de indios y de españoles, fueron de varios tipos. Religiosas: porque se buscaba propiciar dentro del territorio de la Monarquía las mejores circunstancias para que sus súbditos pudieran lograr la salvación eterna. Y también éticas: debido a los problemas morales que había causado la Conquista y los debates en torno a la "Guerra Justa".
La dos repúblicas compartieron las mismas autoridades superiores y el mismo Derecho indiano, incluida la misma constitución política, y, bajo ese orden jurídico-político común, cada una tuvo sus propias autoridades locales y su propio ordenamiento jurídico. Las comunidades indígenas mantuvieron a sus caciques y algunas llegaron a contar con cabildos exclusivos. Además, la Corona castellana reconoció la vigencia de sus buenas leyes y costumbres, anteriores y posteriores a su incorporación a ella, ordenando que fueran aplicadas en subsidio de las leyes de Indias. A su vez, los españoles formaron sus propios cabildos y, en subsidio del Derecho indiano, se rigieron por el de Castilla

## República de indios en el Perú
En el Virreinato del Perú, la conforman todos los indígenas nobles, es decir, todos los descendientes de la elite cuzqueña incaica y de las panacas reales. Fueron también nobles reconocidos aquellos indígenas descendientes de las grandes tribus macroétnicas costeñas y andinas. Instaurado el virreinato la condición de estos nuevos nobles no fue aceptada pues los conquistadores creían que estos indígenas podrían encabezar alzamientos y revoluciones tal como sucedió durante la crisis de Vilcabamba entre 1542 y 1570. Sin embargo, durante el siglo curacas nobles fueron reconocidos y aceptados, incluso muchos de ellos tuvieron comercio directo con la población española pues tuvieron acceso a tierras y chacras. Hay que señalar que los nobles indígenas se encontraban exentos de tributar y de ir a la mita por lo que el comercio se convirtió en una fuente de ingresos importante. Los nobles indígenas, aprovechando su condición, muchas veces comerciaban con productos que a su vez se encontraban libres de impuestos (olluco, oca, papa, etc.) y que tenían gran demanda entre la población vernácula. La corona buscó igualmente consolidar su posición creando para ello colegios especiales para curacas. En ellos además de ser correctamente evangelizados aprendían gramática y ciencias.
El sector más numeroso de la república de indios del Perú fue el que conformaban los indígenas del común. Fueron ellos los que cargaron con el pesado aparato tributario virreinal{cr}. 
Durante la conquista los indios fueron repartidos o encomendados o un español (el encomendero) que usufructuaba su energía en trabajos de mita minera o agrícola. Los encomenderos debían velar por la fe del indígena así como por su vestimenta y alimentación. Sin embargo la corona no continuó con el régimen de encomiendas y derogó para siempre este sistema con las llamadas Leyes Nuevas de 1542. No fue sino hasta la década de 1570 que se reglamento el sistema de tributación. El virrey Francisco Toledo, tras las visitas que realizó por todo el virreinato, implantó las reducciones de indios. Los indígenas eran reunidos en un pueblo donde vivirían apartados de los españoles. Esta medida tuvo dos finalidades: primero, facilitar la labor evangelizadora a las órdenes religiosas y segundo, saber el número exacto de indios para estimar el tributo que los indígenas debían entregar a los corregidores. La carga tributaria variaba de acuerdo al número de pobladores de una reducción o pueblo de indios. Y es que esta reglamentación no tuvo en cuenta la variabilidad en el número de la población andina (los indígenas se movían entre los diferentes pisos ecológicos para intercambiar productos agrícolas), ni tampoco los estragos que causaron las enfermedades europeas que llegaron al Virreinato del Perú en los primeros años de conquista. Al llegar a la edad adulta los indígenas debían, o bien pagar un impuesto en especias o en dinero, o aceptar mercaderías que los corregidores les entregaban (especie de crédito forzoso), o por último pagar su tributo a través de la mita minera. Ante esta crítica situación muchos indígenas preferían huir de las reducciones y llegar en el mejor de los casos a una hacienda donde siempre faltaba la mano de obra. 
Otra forma de tributo fue la mita minera. Esta fuerza de trabajo distaba mucho de la mita prehispánica pues aunque los indígenas no recibían nada a cambio, no podían ser obligados a trabajar durante más de un año cada siete, a diferencia de la prehispánica, que a menudo acababa en régimen de práctica esclavitud. Ya no era dentro de los cánones de reciprocidad ni la relación amo-esclavo, sino para cubrir, con energía humana, los pagos del tributo asignado.

## Objetivos
Uno de los objetivos de los españoles fue evangelizar a los indígenas para transformarlos en católicos A su vez, adquirieron conocimientos de las costumbres españolas. 
Se crearon los cabildos, que tenían un gran parecido al modelo municipal español. En cuanto a los gobernadores, alcaldes regidores y alguaciles, debían ser elegidos.

## Economía
Existían las cajas de comunidad, en donde se guardaba el dinero común. De esta manera se evitaba que las autoridades hicieran un mal uso del dinero.
Los nobles indígenas estaban exentos de tributar, por lo que el comercio se convirtió en una fuente importante de ingreso, aunque todos los demás pertenecientes al común sí debían pagar tributo. El pago de tributo fue variando, pues también se llegó a aceptar el pago a través de trabajo en las minas.

## Encomenderos
En la conquista los indios fueron repartidos entre los encomenderos, en donde realizaban trabajos agrícolas o mineros. Los encomenderos también tenían la responsabilidad de velar por el bienestar del encomendado, es decir, proporcionarles alimento, vestimenta y oportunidades para seguir su fe. Sin embargo, este sistema trata de ser abolido por Carlos I en 1542, extendiéndose algunas encomiendas hasta 1791.

## Pleitos
Las tierras eran el patrimonio principal de los indígenas y por ello,surgían pleitos e invasiones constantes. Entrar en conflicto implicaba llegar hasta la Audiencia de México, instancia suprema de la Nueva España, para solicitar al virrey justicia y amparo.

## Congregaciones
Una medida que tomaron los españoles para reunir a indígenas de pequeñas comunidades fue hacer las congregaciones que son pueblos que “congregan” a indígenas de distintos lugares en un nuevo pueblo, dotado de una iglesia y un sacerdote. 

## Consecuencias
Parece que existe consenso en afirmar que la política segregacionista y proteccionista adoptada por la Corona para los indígenas frenó el maltrato pero no acabó con él. Literalmente la ley estableció “Que en pueblos de indios no vivan españoles, negros o mestizos, porque se han experimentado que algunos Españoles que tratan y andan entre indios son hombres inquietos, de mal vivir, viciosos y gente perdida y por huir los indios de ser agraviados dexansus pueblos, se sirven de ellos, enseñan sus malas costumbres, ociosidad y vicios”.
Ello protegió a los indígenas pero también los segregó. Y, al mismo tiempo que les daba autonomía, los fijaba en un estado de inferioridad o de infantilidad. Así opinaron muchos comentaristas de la época. Domingo de Betanzos previó que “todo cuanto se ordenase o se hiciese a favor de los desventurados naturales de las Indias se resolvería finalmente en su daño. Por consiguiente no valía la pena afanarse tanto en ayudarlos o en civilizarlos “mucho mejor es que ellos solos se vayan al infierno como antes”
El virrey García Hurtado de Mendoza (1589-1596) dirá que “los naturales tienen tan poca dicha que cuanto se hace y ordena en su favor parece que se vuelve contra ellos”.
Solórzano Pereira también era de esta opinión “ninguna cosa que se ordena, estatuye o procura para su salud, utilidad y conservación, que no redunde en mayor daño, detrimento y desolación suya".
Alexander von Humboldt observaría que, por el hecho de estar protegidos, los indígenas se humillaban y se hacían más débiles. Se creía hacerles un bien “tratándolos como a menores, poniéndolos a perpetuidad bajo la tutela de los blancos, pero así se convierten en carga para sí mismos y para el estado en que viven”.
En cualquier caso la República de Indios fue el gran precedente de todas las políticas de protección étnica que existen hoy día. Ese reconocimiento jurídico del indígena sigue siendo actualmente la punta de lanza de todos los movimientos indígenas alrededor del mundo, y la base para la definición de lo indígena mantenido por las principales instituciones internacionales (Convenio n. 169, OIT).